# Poecilocryptus nigromaculatus
Poecilocryptus nigromaculatus là một loài tò vò trong họ Ichneumonidae.